# Брюкталь
Брюкталь (нем. Brücktal) — община в Германии, в земле Рейнланд-Пфальц. 
Входит в состав района Вульканайфель. Подчиняется управлению Кельберг.  Население составляет 92 человека (на 31 декабря 2010 года). Занимает площадь 2,42 км².